# André Luisier
André Luisier (* 20. Juni 1924 in Sitten; † 19. Februar 1998 ebenda) war ein Schweizer Publizist.
André Luisier wuchs als Sohn des Albert und der Marie-Eugénie Luisier in einer katholischen Familie in Sitten auf. Er war dreimal verheiratet: mit Marie-Jeanne Michelet, Madeleine Gaspoz und zuletzt mit Françoise Délèze. Sein Bürgerort war Bagnes.
Luisier studierte an der Universität Genf Rechtswissenschaften. Von 1949 bis 1994 war er Chefredaktor des Nouvelliste valaisan (ab 1968 Nouvelliste et Feuille d’Avis du Valais). Von 1982 bis 1989 war er Mitglied des Verwaltungsrates der Schweizerischen Depeschenagentur. In Sitten errichtete er 1984 das Centre d’impression des Ronquoz. Gleichzeitig gründete er die Holding Rhône Média SA. Als Konservativer veröffentlichte er als einziger Publizist die Wahl- und Abstimmungsempfehlungen für die Walliser CVP in seiner Zeitung. Zwischen den Jahren 1981 und 1992 präsidierte er den FC Sion.

## Werke
- mit Hervé Valette: L'histoire de ma vie (deutsch: Die Geschichte meines Lebens) : "ma fortune contre une coupe!" Script éditions, Neuchâtel 1998.

## Weblink
- Publikationen von und über André Luisier im Katalog Helveticat der Schweizerischen Nationalbibliothek

| Personendaten    | Personendaten       |
| ---------------- | ------------------- |
| NAME             | Luisier, André      |
| KURZBESCHREIBUNG | Schweizer Publizist |
| GEBURTSDATUM     | 20. Juni 1924       |
| GEBURTSORT       | Sitten              |
| STERBEDATUM      | 19. Februar 1998    |
| STERBEORT        | Sitten              |